# Wijken en buurten in Eersel
De Nederlandse gemeente Eersel is voor statistische doeleinden onderverdeeld in wijken en buurten. De gemeente is verdeeld in de volgende statistische wijken:
- Wijk 00 Eersel (CBS-wijkcode:077000)
- Wijk 01 Duizel (CBS-wijkcode:077001)
- Wijk 02 Steensel (CBS-wijkcode:077002)
- Wijk 03 Vessem (CBS-wijkcode:077003)
- Wijk 04 Wintelre (CBS-wijkcode:077004)
- Wijk 05 Knegsel (CBS-wijkcode:077005)

Een statistische wijk kan bestaan uit meerdere buurten. Onderstaande tabel geeft de buurtindeling met kentallen volgens het Centraal Bureau voor de Statistiek (2008):
| CBS-buurtcode | Buurtnaam                     | Inwonertal | Opp. totaal (ha) | Opp. land (ha) | Ligging                |
| ------------- | ----------------------------- | ---------- | ---------------- | -------------- | ---------------------- |
| BU07700000    | Eersel-kom en Lindeakkers     | 2970       | 145              | 145            | Locatie in de gemeente |
| BU07700001    | Molenakkers                   | 810        | 46               | 46             | Locatie in de gemeente |
| BU07700002    | Eersel-Zuid                   | 1970       | 37               | 37             | Locatie in de gemeente |
| BU07700003    | De Dijken                     | 1510       | 36               | 36             | Locatie in de gemeente |
| BU07700004    | Kortkruis                     | 900        | 26               | 26             | Locatie in de gemeente |
| BU07700005    | Bedrijventerrein Eersel       | 70         | 101              | 101            | Locatie in de gemeente |
| BU07700006    | Molenveld en Schadewijkstraat | 140        | 153              | 153            | Locatie in de gemeente |
| BU07700007    | Stokkelen en Hoogstraat       | 370        | 251              | 251            | Locatie in de gemeente |
| BU07700008    | De Hees en Genderweg          | 140        | 177              | 161            | Locatie in de gemeente |
| BU07700009    | Verspreide huizen Eersel      | 420        | 1281             | 1263           | Locatie in de gemeente |
| BU07700100    | Duizel                        | 1500       | 107              | 107            | Locatie in de gemeente |
| BU07700101    | De Donksbergen                | 250        | 100              | 100            | Locatie in de gemeente |
| BU07700102    | Bedrijventerrein Duizel       | 30         | 16               | 16             | Locatie in de gemeente |
| BU07700109    | Verspreide huizen Duizel      | 150        | 497              | 494            | Locatie in de gemeente |
| BU07700200    | Steensel                      | 1270       | 141              | 141            | Locatie in de gemeente |
| BU07700209    | Verspreide huizen Steensel    | 90         | 520              | 503            | Locatie in de gemeente |
| BU07700300    | Vessem-kom                    | 1750       | 164              | 164            | Locatie in de gemeente |
| BU07700309    | Verspreide huizen Vessem      | 440        | 1690             | 1681           | Locatie in de gemeente |
| BU07700400    | Wintelre-kom                  | 1300       | 129              | 129            | Locatie in de gemeente |
| BU07700409    | Verspreide huizen Wintelre    | 630        | 1601             | 1584           | Locatie in de gemeente |
| BU07700500    | Knegsel-kom                   | 760        | 72               | 72             | Locatie in de gemeente |
| BU07700501    | Knegsel-Oeyenbos              | 210        | 114              | 114            | Locatie in de gemeente |
| BU07700509    | Verspreide huizen Knegsel     | 370        | 924              | 918            | Locatie in de gemeente |